# ブラッディ・マリー

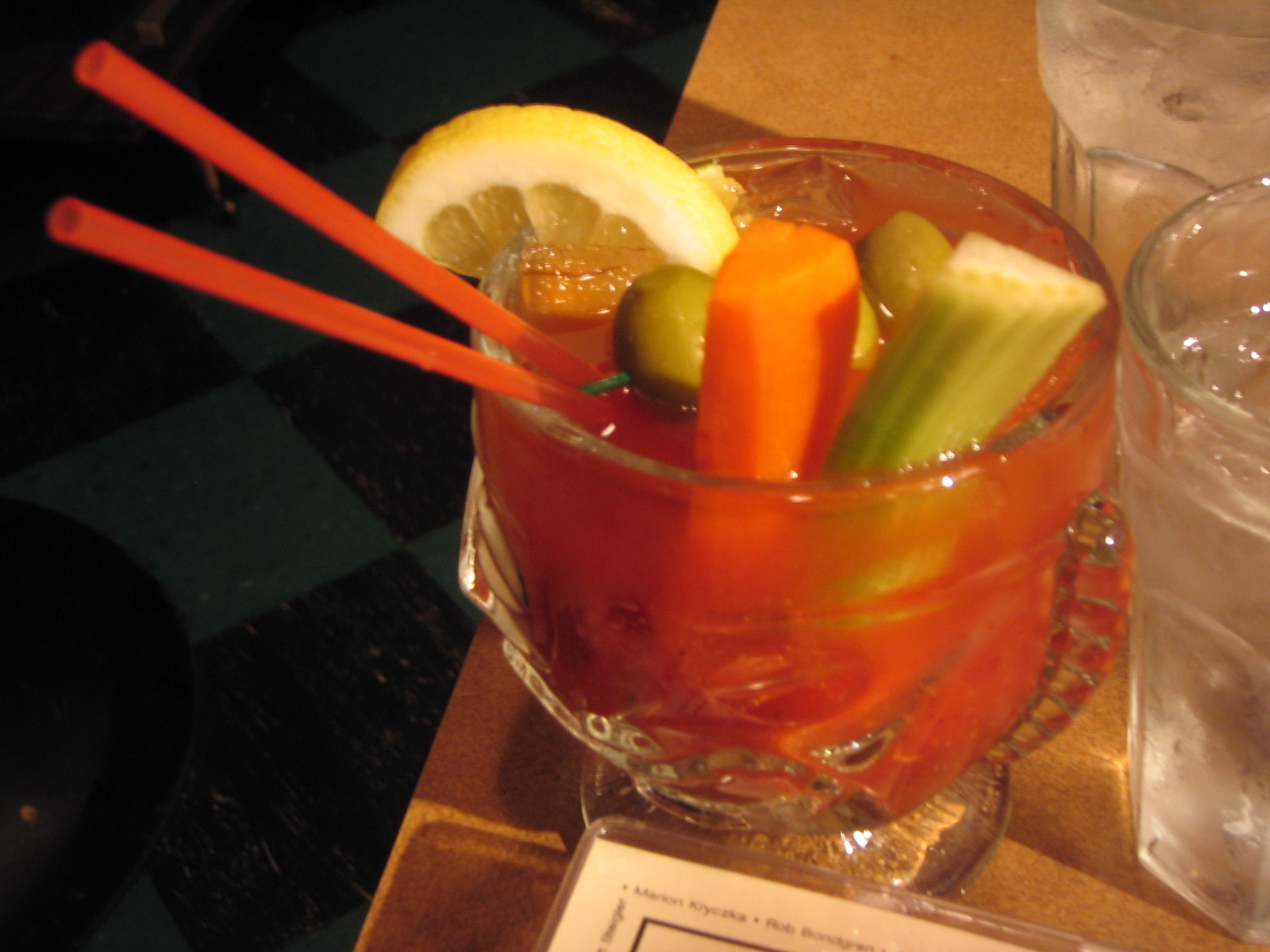
野菜スティックなどを添えたブラッディ・メアリー

ブラッディ・マリー (Bloody Mary) とは、ウォッカをベースとする、トマトジュースを用いたカクテルである。
ブラッディ・メアリと表記することもある。

## 概要
トマト味のカクテルである。
トマトジュースを飲む際に食塩やコショウを追加して自分好みの味に調えてから飲む人は少なくないが、本カクテルにおいても同様である。塩以外にはウスターソース（リーペリン・ソースを銘柄指定する人も多い）やトマトケチャップ、レモンジュース、醤油、照り焼きソースなどを加えることも好む人がいる。ホースラディッシュのすりおろし汁を加える人は他には何も加えず、これを「シェイプアップスタイル」と称することがある。
二日酔いに効くと考えられている。

## 歴史
ブラッディ・マリーの起源についてははっきりしていないが、以下のような説がある。
フランスはパリのハリーズ・ニューヨーク・バーのバーテンダーフェルナン・プティオがウォッカをトマトジュースで割ることを考案した。プティオ自身の証言によれば喜劇俳優のジョージ・ジェッセルからレシピを教わったという。このため、1921年のハリーズ・ニューヨーク・バーを発祥とすることがある。
プティオはパリを去り、1934年からアメリカ合衆国ニューヨークのホテルセントレジス・ニューヨーク（2015年以降はマリオット・インターナショナル所属）の「キングコールバー（英: King Cole Bar）」で働くようになる。そこでプティオはウォッカをジンに替え、レモンジュース、セロリソルト、ブラックペッパー、カイエンペッパー、ウスターソースを加えるなどの改良を行い、「レッド・スナッパー（英: Red Snapper）」と名を替えて提供するようになる。これは「ブラッディ・マリー」という名称がホテルのエレガントな雰囲気に合わないというホテル側からの要望があったためである。後に元のウォッカによるカクテルも同名のレッド・スナッパーで提供するようになる。これによって、セントレジス・ニューヨークをブラッディ・マリーの発祥の地とすることがある
この他、オテル・リッツ・パリが発祥という説もある。リッツ・バーのヘッドバーテンダーだったFrank Meierがトマトジュースを用いるカクテルを考案したとされるが、このレシピは現存していない。

## 名前の由来
16世紀のイングランド女王、メアリー1世の異名に由来するといわれている。メアリーは即位後300人にも及ぶプロテスタントを処刑したことから、「血まみれメアリー」(Bloody Mary) と呼ばれ恐れられていた。このカクテルは、トマトジュースの色と粘性を血液にみたてて、「ブラッディ・マリー」の名がついたといわれている。
以下のような説もある。
- 考案者であるフェルナン・プティオ（英語版）が好きだったメアリーというダンサーの名前から。
  - メアリーはシカゴの「Bucket of Blood」という店で働いていた。
- アーネスト・ヘミングウェイが結婚する直前、マリーという女性と付き合っていた。ヘミングウェイは自分の息がアルコール臭くなることを嫌がってジュースで割った飲み物を頼んだ。トマトジュースが加えられたその飲み物をヘミングウェイは「ブラッディマリー」と声に出しながら飲んでいた。
- ハリーズ・ニューヨーク・バーではトマトジュースを使ったプティオのカクテルを当初「Bucket of Blood」の名で提供していた。店の常連客にマリーという女性がいたが、マリーは相手の男性にいつも待ちぼうけを食わされ、プティオのカクテルを寂しそうに飲んでいた。その様子がまるで、長期間幽閉されたメアリー (スコットランド女王)に相通じるものがあったことから名づけられた[11]。

## レシピの例
材料
- ウォッカ - 40ml
- トマトジュース - 120ml
- レモンジュース - 10ml
- ウスターソース - 適量
- セロリソルト - 適量
- コショウ - 適量
- タバスコ - 適量

作り方
1. 氷を入れたコリンズグラスに材料を入れ混ぜる。
2. セロリのスティックを飾る。

### 備考
- セロリをはじめとした野菜スティック等を添えたり、ウスターソースや食塩、コショウ、タバスコなどを添える場合もある[15]。
- 味の調節のしやすいカクテルであり、自分なりのアレンジが可能。自分好みに合ったブラッディ・マリーに出会うため、バーテンダーにお勧めのトッピングを聞くなどして、試行錯誤すると良い。

## バリエーション
ブラッディ・サム
ウォッカをジンに替える。
レッド・スナッパー
ウォッカをジンに替える。
ストロー・ハット
ウォッカをテキーラに替える。
レッド・アイ
ウォッカをビールに替える。
デニッシュ・マリー
ウォッカをアクアビットに替える。
バノックバーン
ウォッカをスコッチ・ウィスキーに替える。由来はバノックバーンの戦い。
ドン・パブロ
ウォッカをゴールド・ラムに替える。
ヴァージン・マリー
ウォッカを抜いて、ノンアルコールカクテルにする。禁酒法時代のアメリカ合衆国で愛用された。
ブラッドレス・マリー
トマトジュースをクラム・ジュースに替える。
ブラッディ・シーザー
トマトジュースをクラマト（ハマグリのダシ入りトマトジュース）に替える。
ブラッディ・マル
ウォッカを日本酒に替え、醤油とわさびを加える。